# 奎卡

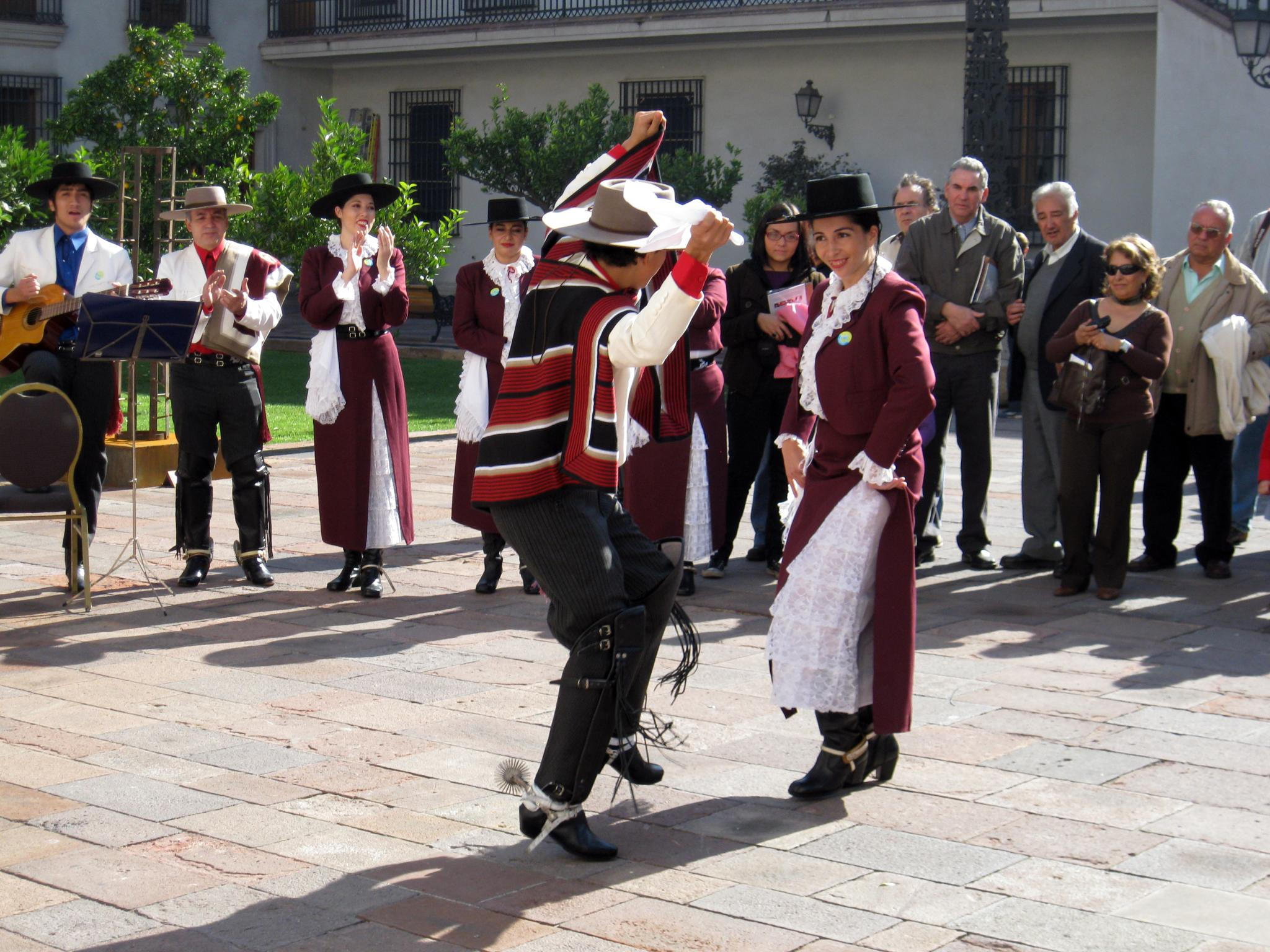

奎卡（西班牙語：Cueca）是智利、阿根廷和玻利維亞的一系列音樂風格和相關舞蹈。其風格主要主要受到西班牙和美洲原住民文化的影響。在智利，奎卡擁有民族舞蹈的地位，1979年9月18日，當時的獨裁者皮諾切特正式宣布奎卡為民族舞蹈。